# Sudo
A sudo egy olyan alkalmazás a Unix-szerű operációs rendszert futtató számítógépek számára, amely lehetővé teszi egy felhasználó számára, hogy egy másik felhasználó (általában a superuser, vagy a root) biztonsági jogosultságaival futtasson programokat. A sudo név a su parancs és a „do” angol szó összevonásának eredménye.
Míg a su parancsnál a felhasználók a root jelszót adják meg, asudoparancsnál a saját jelszavukat. A hitelesítés után, és ha a /etc/sudoers konfigurációs fájl engedi a felhasználói hozzáférést, a rendszer végrehajtja a megadott parancsot.

## Története
A programot eredetileg Bob Coggeshall és Cliff Spencer írta „1980 körül” a Buffalo-i Egyetem Számítástechnikai Tanszékén. A jelenlegi verzió aktív fejlesztés alatt áll, karbantartója az OpenBSD fejlesztője, Todd C. Miller, terjesztése BSD-stílusú licenc alatt történik.

## Felépítés
A su paranccsal ellentétben a felhasználók saját jelszavukat adják meg a sudo-nak. A hitelesítés után, amennyiben az /etc/sudoers konfigurációs fájl engedi a felhasználói hozzáférést, a rendszer végrehajtja az adott parancsot. Alapesetben a felhasználó jelszava megmarad egy türelmi időszak erejéig (15 perc pszeudoterminálonként), engedélyezve a felhasználónak hogy több egymást követő parancsot is végrehajtson a kért felhasználóként, anélkül hogy újra meg kelljen adnia a jelszavát.
A sudo képes naplózni minden próbálkozást. Ha egy felhasználó megpróbálja segítségül hívni a sudo parancsot anélkül, hogy szerepelne a sudoers fájlban, egy hibaüzenet jelenti hogy a próbálkozás rögzítve lett a rendszernaplóban.

## Konfiguráció
Az /etc/sudoers fájl biztosítja, hogy a felhasználók csak a benne felsorolt parancsokat hajthassák végre rootként.
A sudo beállítható úgy is, hogy a root jelszót kérje – vagy hogy egyáltalán ne igényeljen jelszót.
Ez utóbbi asudo visudo paranccsal érhető el, mely egy ajánlott módja az /etc/sudoers fájl módosításának. A parancs begépelése után megnyílik a /etc/sudoers fálj ahová a felhasználónév ALL=(ALL) NOPASSWD:ALL sor beillesztése után, a rendszer nem kéri többé a sudo jelszavát.

## Hatása
Néhány esetben a sudo teljesen felváltotta a superuser bejelentkezését az adminisztratív feladatokhoz, leginkább a Linux-disztribúciókban, pl. a Fedora vagy Ubuntu rendszereknél, s ugyancsak megjelenik a macOS-ben is.

## Eszközök és hasonló programok
A visudo egy parancssoros eszköz, amely biztosítja az /etc/sudoers fájl szerkesztését biztonságos módon. A vi szerkesztő felületét felhasználva megnyitja az /etc/sudoers fájlt, megelőzvén hogy több egyidejű szerkesztés történjen; mindezt korlátozásokkal, épség-ellenőrzéssel és az elemzési hibák szűrésével valósítja meg.
Létezik még néhány grafikus felületű megoldás is a GUI környezetben való felhasználáshoz, jelesül a kdesudo és gksudo; a macOS úgyszintén rendelkezik ilyennel, ez az Engedélyeztetési Szolgáltatás (Authorization Services).
A runas parancs hasonló funkcionalitást biztosít Microsoft Windows alatt.

## Fordítás
Ez a szócikk részben vagy egészben  a   Sudo című angol Wikipédia-szócikk fordításán alapul.  Az eredeti cikk szerkesztőit annak laptörténete sorolja fel. Ez a jelzés csupán a megfogalmazás eredetét és a szerzői jogokat jelzi, nem szolgál a cikkben szereplő információk forrásmegjelöléseként.